# یوفونیوم
یوفونیوم (به یونانی: εὔφωνος؛ به انگلیسی: Euphonium) یک ساز برنجی با اندازه متوسط، با ۳ یا ۴ سوپاپ، اغلب جبران‌کننده، مخروطی شکل و با صدای تنور است که نام خود را از کلمه یونانی باستان εὔφωνος گرفته‌است. euphōnos , به معنای «خوش صدا» یا «با صدای شیرین» (εὖ eu به معنی «خوب» یا «خوش» و φωνή phōnē به معنای «صدا» است، از این رو «صدای خوب»). یوفونیوم یک ساز دریچه دار است. تقریباً تمام مدل‌های فعلی دارای شیرهای پیستونی هستند، اگرچه برخی از مدل‌های با شیرهای چرخشی نیز وجود دارند.
موسیقی یوفونیوم ممکن است در کلید باس به‌عنوان یک ساز انتقالی یا در کلید سه‌گانه به‌عنوان ابزار جابه‌جایی در B ♭ شود. در گروه‌های برنجی بریتانیا، معمولاً به‌عنوان یک ساز سه‌کلف در نظر گرفته می‌شود، در حالی که در موسیقی گروه آمریکایی، قطعات ممکن است با کلید سه‌گانه یا کلید باس یا هر دو نوشته شوند.

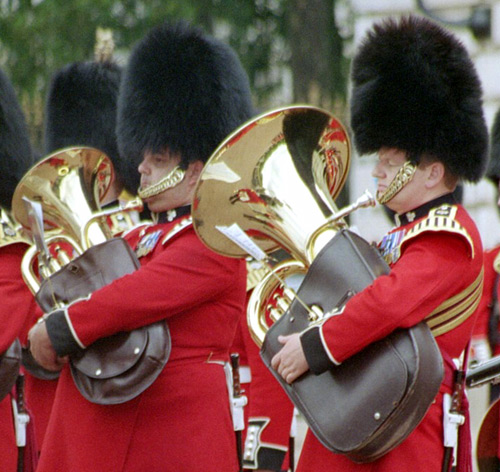
یک یوفونیوم (سمت چپ) و توبا (راست)، دو ساز مخروطی